# San Miguel Almaya
San Miguel Almaya är en mindre stad i Mexiko, tillhörande kommunen Capulhuac i delstaten Mexiko, i den centrala delen av landet. Orten hade 4 941 invånare vid folkräkningen 2010 och är kommunens näst största samhälle.